# シンフラーフェン近くの二つの水車小屋と開いた水門
『シンフラーフェン近くの二つの水車小屋と開いた水門』（シンフラーフェンちかくのふたつのすいしゃごやとひらいたすいもん、英: Two Watermills and an Open Sluice at Singraven）、または『水門のそばに二つの水車小屋のある風景』（すいもんのそばにふたつのすいしゃごやのあるふうけい、蘭: Twee watermolens en een open sluis）は、17世紀オランダ絵画黄金時代の画家ヤーコプ・ファン・ロイスダールが1650-1652年ごろ、キャンバス上に油彩で制作した風景画である。作品は1876年にウィン・エリス (Wynn Ellis) から寄贈されて以来、ナショナル・ギャラリー (ロンドン) に所蔵されている。

## 作品

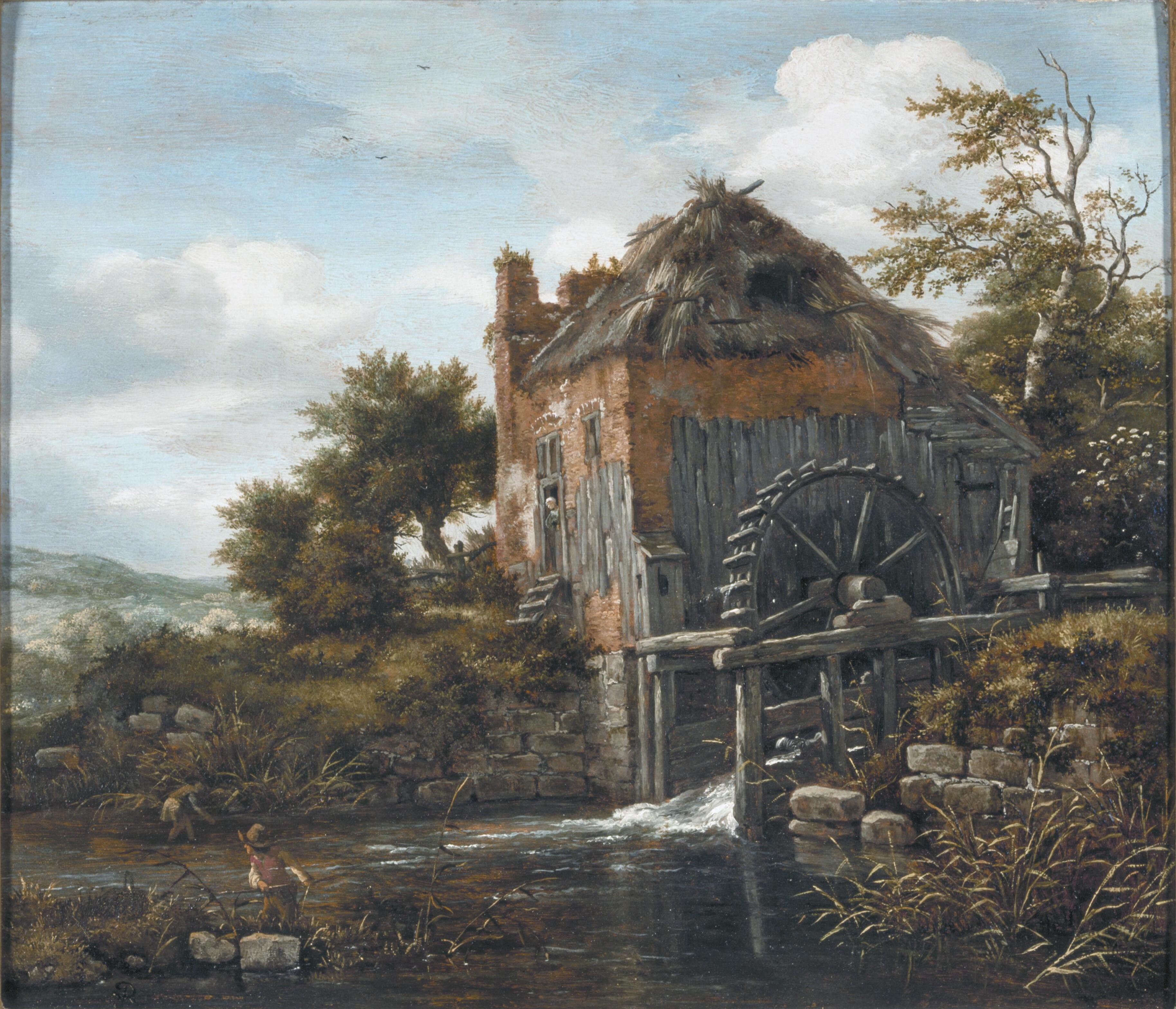
ヤーコプ・ファン・ロイスダール『水車のある茅葺き屋根の家』 (1653年ごろ)、ボイマンス・ヴァン・ベーニンゲン美術館、ロッテルダム

風が雲を流し、太陽が流れる水を一瞬照らしている。水門上の橋に立っている男は、流れ出る水を止めるために門を閉めるところである。水車小屋は古く、半ば遺棄されたもののようにも見える。その茅葺き屋根は、葦の束で補強されている。ロッテルダムのボイマンス・ヴァン・ベーニンゲン美術館には『水車のある茅葺き屋根の家』が所蔵されているが、その水車小屋は本作の水車小屋を背後から見たものだと考えられている。イギリスの風景画家ジョン・コンスタブルは1826年にロッテルダムの作品を見て、友人のJ・C・フィッシャー (J. C. Fisher) に「私の頭に憑りつき、心から離れない」と書いた。

この絵画は、1911年に研究者ホフステーデ・デ・フロートにより以下のように記述されている。
148番。水車小屋。美術史家ジョン・スミスの著作で17番。前景右側へと続く水流の両側、中央左寄りに2つの水車小屋がある。左側の水車小屋は額縁により部分的に切断され、オークの木に隠れている。水車小屋の間には3つの水車があり、2つは左に、1つは右にあるが、中央には開いた水門があり、そこから水流が勢いよく落ちている。男が上の橋の上に立って、水門を開けている。右の水車小屋の後には木がある。右岸の水門の奥には別の家がある。前景の左岸には葦がある。右側前景には水に浸かった木の幹があり、岸には植物がある。階段が右岸を上って、丘の上の道に続いており、右側遠景のその頂上の木々の間には村の教会と風車がある。曇り空。より近景から望まれる同じ水車小屋が157番の絵画に表されているが、右側の風景はなく、右側の水車小屋は廃墟となっている。

完全な署名あり。キャンバス、縦34インチ、横43と1/2 インチ。売却歴。1832年にロンドンのトーマス・エマーソン (Thomas Emmerson) の売り立てで504番。1854年にウィン・エリスのコレクション (グスタフ・フリードリヒ・ヴァーゲンの著作2巻297ページ)。1876年にナショナル・ギャラリーに遺贈。1906年のロンドン・ナショナル・ギャラリーの目録でウィン・エリス遺贈品として986番。
本作は、ロイスダールがこの時期に水車小屋を描いたほかの作品に非常に類似している。これらの作品は、しばしば後の風景画家たちを触発した。画面の場所は、オーストマルスム近くのディンケルラントの一部をなすシンフラーフェンと特定されている。とはいえ、本作の風景は、完全にロイスダールの想像上の産物である。オランダには画面にあるような高さの丘はない。彼は広く旅行をし、制作したスケッチや素描を自身の風景画に想像力豊かに用いた。ロイスダールはまた、スカンジナビアに赴き、壮大で荒々しい山の景観を描いたアラールト・ファン・エーフェルディンヘンの素描も用いた。

## ギャラリー

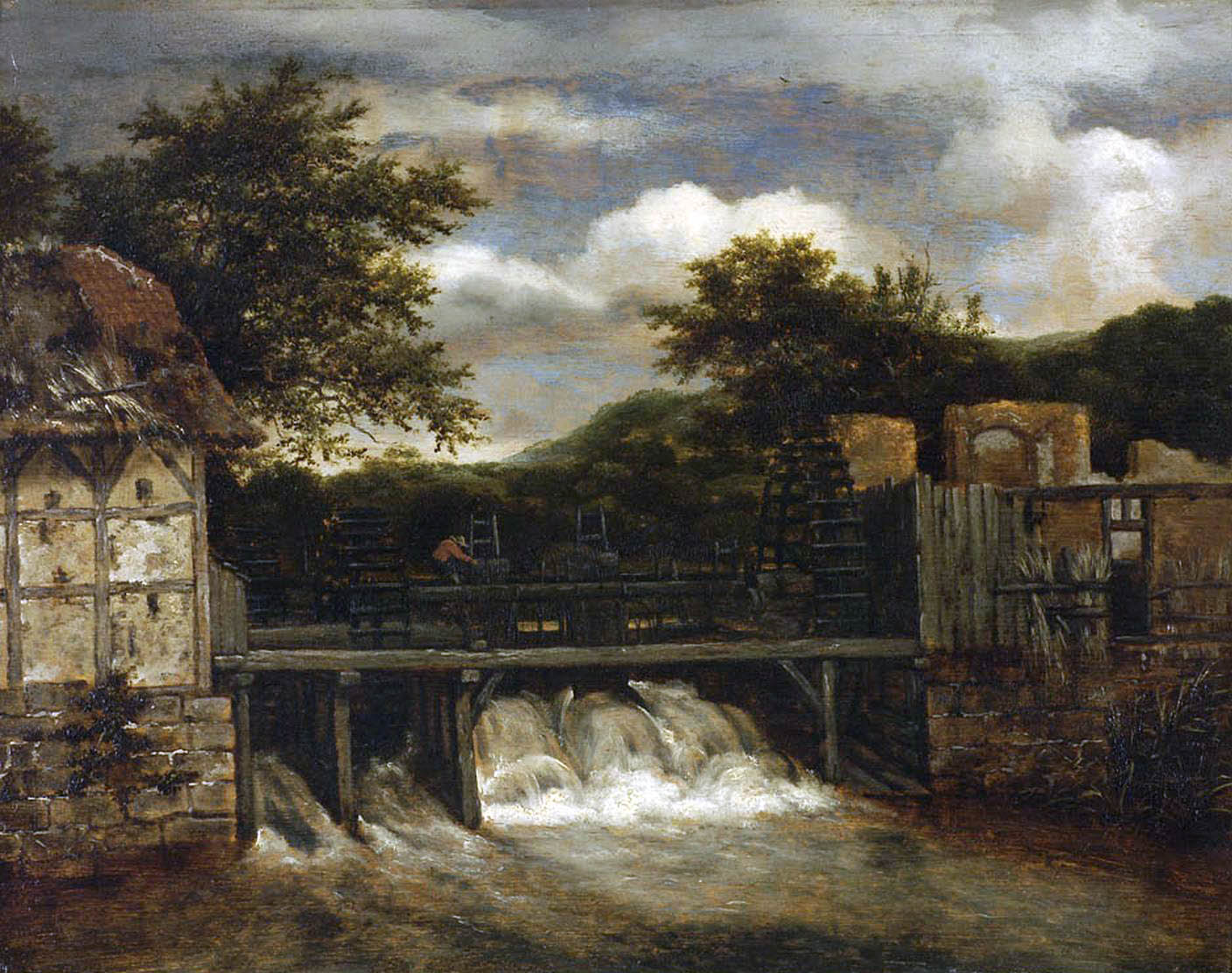
『二つの水車小屋（英語版）』、ストラスブール美術館
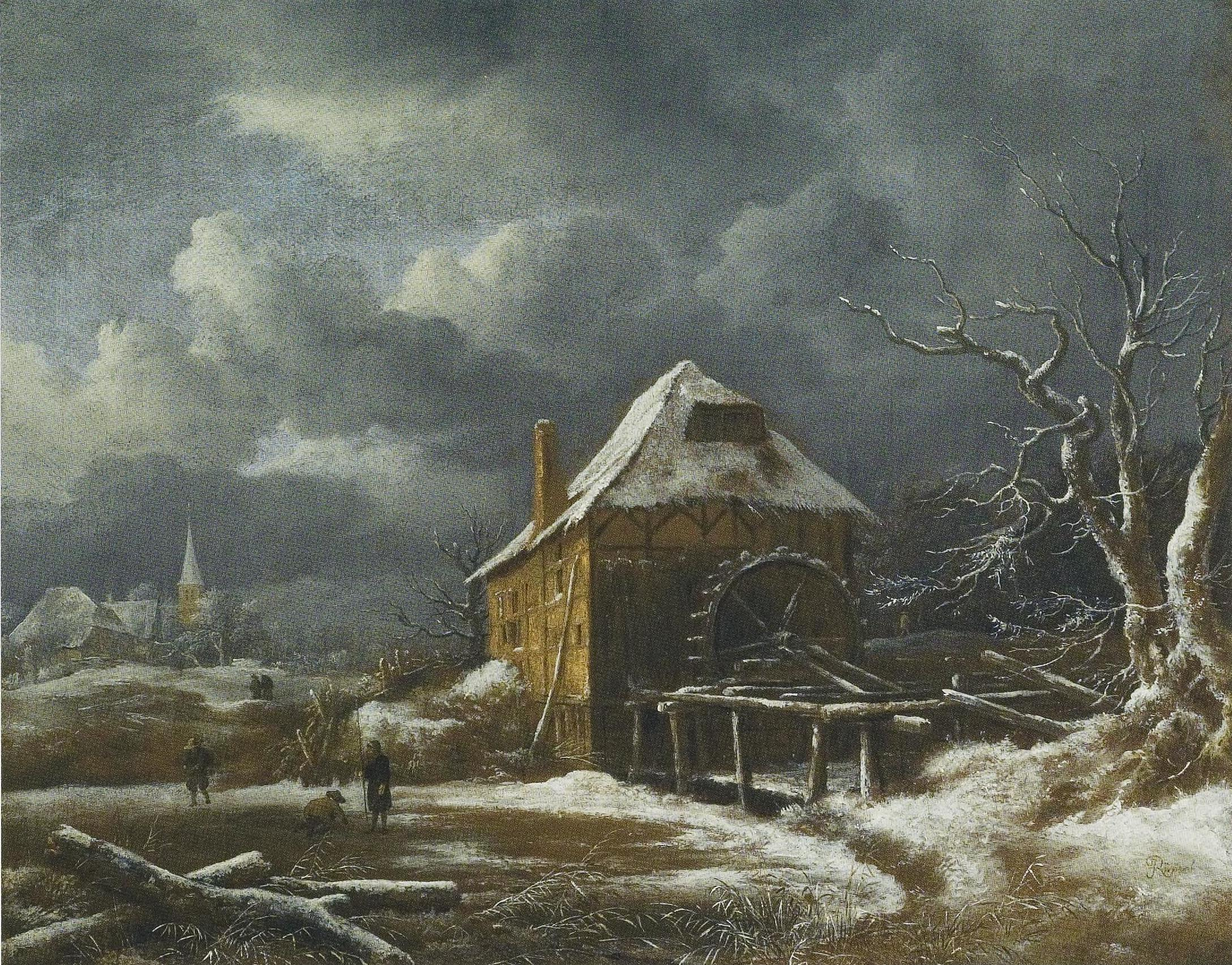
個人蔵の作品
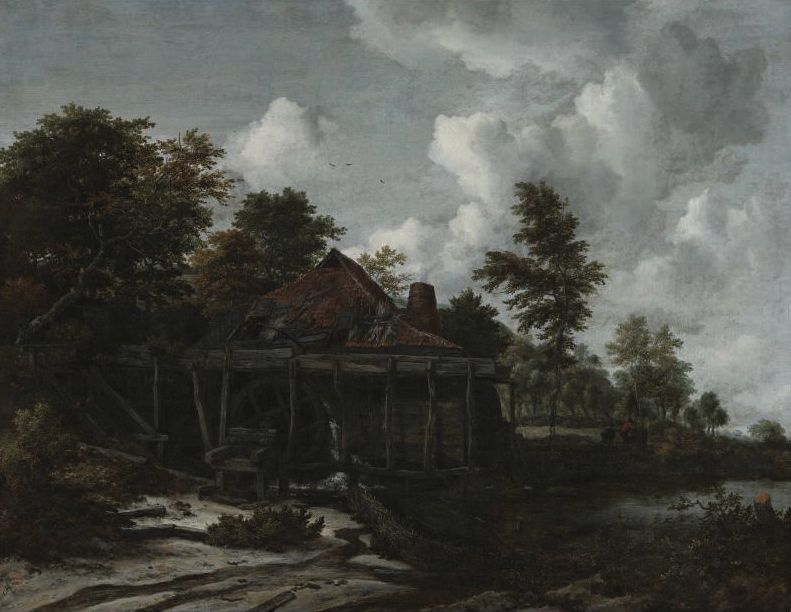
個人蔵の作品
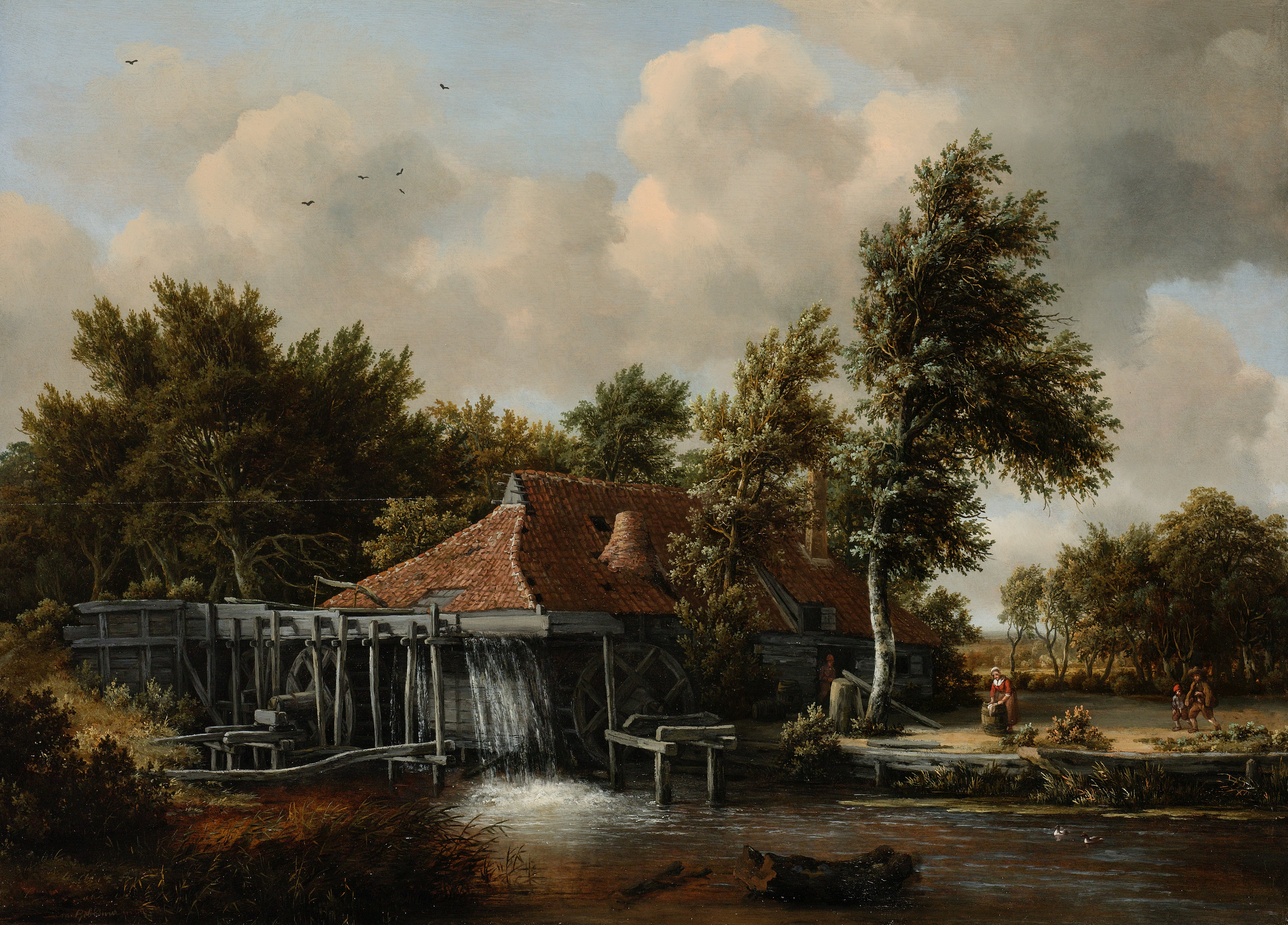
メインデルト・ホッベマによる同じ水車を描いた作品、アムステルダム国立美術館
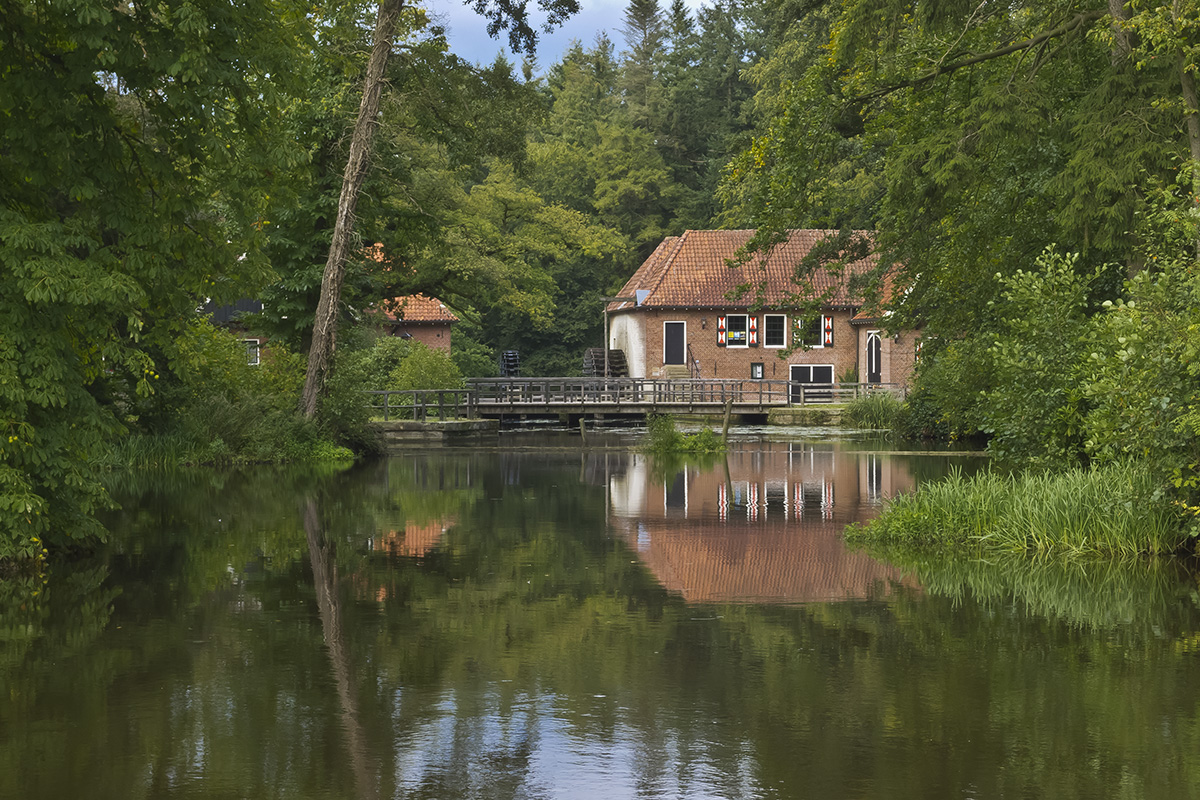
2013年のシンフラーフェンの水車小屋